# Gelassenheitsgebet
Das Gelassenheitsgebet ist ein vom US-amerikanischen Theologen Reinhold Niebuhr verfasstes Gebet, in dem Gott um Gelassenheit, Mut und Weisheit gebeten wird.

## Versionen

### Deutscher Sprachraum
Im deutschen Sprachraum ist die folgende Version verbreitet:
  Gott, gib mir die Gelassenheit, Dinge hinzunehmen, die ich nicht ändern kann,

  den Mut, Dinge zu ändern, die ich ändern kann,

  und die Weisheit, das eine vom anderen zu unterscheiden.
Ursprünglich bat Niebuhrs Gebet eingangs um Mut, und zwar um die Dinge zu ändern, die geändert werden müssen und nicht nur geändert werden können:
Father, give us courage to change what must be altered, serenity to accept what cannot be helped, and the insight to know the one from the other.

### Englischer Sprachraum
Im englischen Sprachraum gibt es auch Versionen, die von anderen verlängert wurden, z. B.:
  God, grant me the serenity to accept the things I cannot change,

  Courage to change the things I can,

  And wisdom to know the difference.

  Living one day at a time,

  Enjoying one moment at a time,

  Accepting hardship as a pathway to peace,

  Taking, as Jesus did,

  This sinful world as it is,

  Not as I would have it,

  Trusting that You will make all things right,

  If I surrender to Your will,

  So that I may be reasonably happy in this life,

  And supremely happy with You forever in the next.

  Amen.
Freie Übersetzung ins Deutsche:
  Gott, gib mir die Gelassenheit, die Dinge hinzunehmen, die ich nicht ändern kann,

  Mut, die Dinge zu ändern, die ich ändern kann,

  Und Weisheit, um den Unterschied zwischen beidem zu erkennen.

  Einen Tag nach dem anderen zu leben,

  Einen Moment nach dem anderen zu genießen,

  Beschwernis als einen Weg zum Frieden zu akzeptieren,

  Diese sündige Welt, wie Jesus es tat,

  So anzunehmen, wie sie ist,

  Nicht so, wie ich sie gern hätte,

  Darauf zu vertrauen, dass Du alles richtig machen wirst,

  Wenn ich mich Deinem Willen hingebe,

  Auf dass ich recht glücklich sein möge in diesem Leben

  Und überglücklich mit Dir auf ewig im nächsten.

  Amen.

## Urheberschaft
Urheberschaft und Verbreitungsgeschichte des Gelassenheitsgebets sind umstritten. Vermutlich hat Reinhold Niebuhr das Gebet vor dem Zweiten Weltkrieg oder während desselben verfasst. In Briefen datiert seine Ehefrau es auf das Jahr 1941 oder 1942, er selbst auf die Vorkriegszeit. Die Ungewissheit über die genaue Entstehungszeit des Gebets ist möglicherweise durch Niebuhrs Verzicht auf das Urheberrecht begründet. Vermutlich hat er einen der zahlreichen älteren Vorläufertexte mit ähnlichem Aufbau und Inhalt gekannt.
Häufig wird das Gebet auch dem württembergischen Prälaten und Theosophen Friedrich Christoph Oetinger zugeschrieben, was jedoch auf einer Namensverwechslung beruht: Der Theologe und Pädagoge Theodor Wilhelm veröffentlichte eine deutsche Übersetzung von Niebuhrs Gebet in einem Buch, dessen Autor mit dem Pseudonym »Friedrich Oetinger« angegeben wurde, sodass die falsche Zuschreibung an den Theosophen Oetinger aus dem 18. Jahrhundert zustande kommen konnte. Als Verfasser werden mitunter auch Dietrich Bonhoeffer, der Bischof Franz Hengsbach sowie die Heiligen Ignatius von Loyola und Franz von Assisi genannt, ohne dass diese Zuschreibungen aber durch Quellen verbürgt wären.

## Verbreitung
Heute begegnet das Gelassenheitsgebet häufig als Sinnspruch auf Alltagsgegenständen und in Anthologien. Seine starke Verbreitung nach dem Zweiten Weltkrieg hängt vermutlich mit den Selbsthilfegruppen Anonyme Alkoholiker (AA), Narcotics Anonymous und Emotions Anonymous zusammen, die das Gelassenheitsgebet in ihrer Literatur verwenden und bei ihren Treffen gemeinsam sprechen. Die von den Anonymen Alkoholikern gebrauchte Version unterscheidet sich in einem theologisch wichtigen Detail von der, die Niebuhr selbst vorzog: sie bitten Gott um Gelassenheit (engl. grant me the serenity), Niebuhr bittet um die Gnade der Gelassenheit (engl. give us grace to accept with serenity).
Das Gelassenheitsgebet kommt auch in Kurt Vonneguts Buch Slaughterhouse-Five Or The Childrens Crusade vor, weshalb er manchmal fälschlich als dessen Verfasser angegeben wird.
In Japan ist das Gebet als 平安の祈り (heian no inori ‚Friedensgebet‘) bekannt. Auf dem Gebiet der Kognitiven Psychotherapie wird zuweilen sein Nutzen für die kognitive Umstrukturierung diskutiert.
Das Gebet ist ein Wahlspruch des Zentrums Innere Führung der Bundeswehr.

## Geistesgeschichtlicher Hintergrund
Der geistesgeschichtliche Hintergrund des Gebets ist unverkennbar. Gleich im ersten Satz seines Handbüchleins der Moral unterscheidet der Stoiker Epiktet:

„Das eine steht in unserer Macht, das andere nicht. In unserer Macht stehen: Annehmen und Auffassen, Handeln-Wollen, Begehren und Ablehnen – alles, was wir selbst in Gang setzen und zu verantworten haben. Nicht in unserer Macht stehen: unser Körper, unser Besitz, unser gesellschaftliches Ansehen, unsere Stellung – kurz: alles, was wir selbst nicht in Gang setzen und zu verantworten haben.“

Präsent ist die stoische Tradition etwa auch bei Friedrich Schiller:

„Wohl dem Menschen, wenn er gelernt hat, zu ertragen, was er nicht ändern kann, und preiszugeben mit Würde, was er nicht retten kann.“

Der Unterschied des Gelassenheitsgebetes zum stoischen Denken besteht in seiner Ermunterung zur Änderung der änderbaren Dinge und der Bitte um die Weisheit der Unterscheidung.
Der spanisch-jüdische Philosoph Solomon ibn Gabirol schrieb im 11. Jahrhundert in Die Perlenauslese (Mibchar ha-Peninim, hebräisch מבחר הפנינים, Kapitel 17: »Pforte der Erkenntnis«, 2. Vers):

„Die Vorzüglichkeit des Verstandes besteht in der Unterscheidung zwischen Möglichem und Unmöglichen, und in der Tröstung über das, was man zu ändern nicht imstande ist.“

Möglicherweise ist dies eine Übersetzung eines bekannten spanischen, arabischen oder griechischen Textes. Der US-amerikanische Philosoph William Warren Bartley stellte im zwanzigsten Jahrhundert kommentarlos Niebuhrs Gebet einem Mother-Goose-Reim (1695) gegenüber, der einen ähnlichen Gedanken ausdrückt:

“For every ailment under the sun There is a remedy, or there is none; If there be one, try to find it; If there be none, never mind it.”

Im 8. Jahrhundert formulierte der indische buddhistische Gelehrte Shantideva der Universität von Nalanda eine ähnliche Überlegung:

“If there’s a remedy when trouble strikes, What reason is there for dejection? And if there is no help for it, What use is there in being glum?”

Martin Luther formulierte in seiner Denkschrift Von der Freiheit eines Christenmenschen in Form eines scheinbaren Widerspruchs:

„Ein Christenmensch ist ein freier Herr über alle Dinge und niemand untertan.
Ein Christenmensch ist ein dienstbarer Knecht aller Dinge und jedermann untertan.“

Demzufolge kann jeder die Dinge, die in seinem Entscheidungsbereich liegen, frei und selbstständig regeln – und ist doch in anderen Bereichen an Weisungen gebunden.

## Verwendungen

### In Liedern
- Whatever von Steven Curtis Chapman
- Feel so different (1990) von Sinéad O’Connor
- Serenity Prayer (1995) von Goodie Mob
- Gotta make it to Heaven (2003) von 50 Cent
- Know the difference (2003) von Stratovarius
- Serenity (2005) von Olivia Newton-John
- Intro: Loving (2006) von India Arie
- 100 Jahre (2008) von Curse
- Addiction (2009) von Dope
- Wisdom To Change (2011) von Neelix
- Kings of Suburbia (2014) von Tokio Hotel
- Drug Dealer (2016) von Macklemore
- Family photo (2018) von Andy Mineo

### Auf Tonträgern
- LP Re-ac-tor von Neil Young (1981): Auf der Plattenhülle steht das Gebet in fehlerhaftem Latein: Deus, dona mihi serenitatem accipere res quae non possum mutare, fortitudinem mutare res quae possum, atque sapientiam differentiam cognoscere.
- LP Whitney Houston von Whitney Houston (1985)
- CD Serenity von Blood for Blood im Intro und Outro
- CD Herzenslieder (2001) von Iria
- CD Ja! (2007) von Iria

### In Filmen
- 187 – Eine tödliche Zahl (1997)
- Grasgeflüster (2000)
- Spurwechsel (2002)
- Mr. Brooks – Der Mörder in Dir (2007)
- Eine neue Chance (2007)
- It’s Kind of a Funny Story (2010)
- Priest of Evil (2010)
- The Equalizer 2 (2018)

### In Serien
- Space 2063 Staffel 1, Folge 12 (1994)
- The Wire Staffel 1, Folge 7 (2002)
- Summerland Beach Staffel 2, Folge 1 (2005)
- Desperate Housewives Staffel 2, Folge 20 (2006)
- Grey’s Anatomy Staffel 2, Folge 21 (2006)
- Private Practice Staffel 4, Folge 07 (2010)
- Dr. Dani Santino – Spiel des Lebens Staffel 2, Folge 13 (2013)
- Dark Staffel 1, Folgen 1 + 10 (2017)
- This Is Us – Das ist Leben Staffel 2, Folgen 8 (2017)

### In Büchern
- Sorge Dich nicht, lebe! (englisches Original: How to Stop Worrying and Start Living. A self-help book about stress management) von Dale Carnegie (1948)
- Schlachthof 5 oder Der Kinderkreuzzug von Kurt Vonnegut (1969)
- What You Can Change and What You Can’t: The Complete Guide to Successful Self-Improvement von dem Psychologen Martin Seligman (1993)
- Das Janus-Projekt von Philip Kerr (2005)
- Real Life – das wahre Leben von Wendy Lawton (2004)
- Außer Dienst von Helmut Schmidt (2008)
- Forever Princess von Meg Cabot (2009)
- Der rote Ritter. Eine Geschichte von Parzival von Adolf Muschg (1993)
- Das Schicksal ist ein mieser Verräter von John Green (2012)
- Was ich noch sagen wollte von Helmut Schmidt (2015)